# Lista de turnê e concertos de STAYC
Lista de performances ao vivo do girl group Sul Coreano STAYC. 

## Tour

### STAYC 1ST WORLD TOUR [TEENFRESH]
Repertório principal: Seul
Parte 1
1. SO BAD
2. ASAP
3. POPPY (Korean Ver.)
4. YOUNG LUV
5. COMPLEX

Parte 2
1. Not Like You
2. STEREOTYPE
3. Teddy Bear
4. LOVE
5. 247
6. LIKE THIS

Parte 3
1. ...Baby One More Time (cover de Britney Spears) (Isa, Yoon & J)
2. Catallena (cover de Orange Caramel) (Sumin, Sieun & Seeun)

Parte 4
1. Bubble
2. Beautiful Monster (Reggae Ver.)
3. I LIKE IT
4. SO WHAT
5. Flexing On My Ex
6. ASAP

Encore
1. SAME SAME
2. SLOW DOWN
3. Bubble

Repertório principal Estados Unidos
Parte 1
1. SO BAD
2. ASAP
3. POPPY (Korean Ver.)
4. YOUNG LUV
5. COMPLEX

Parte 2
1. Not Like You
2. STEREOTYPE
3. Teddy Bear
4. LOVE
5. 247
6. LIKE THIS
7. Party In The USA (cover de Miley Cyrus)

Parte 3
1. Bubble
2. Beautiful Monster (Reggae Ver.)
3. I LIKE IT
4. SO WHAT
5. Flexing On My Ex
6. ASAP

Encore
1. SAME SAME
2. SLOW DOWN
3. Bubble

Repertório principal: Taipé
Parte 1
1. SO BAD
2. ASAP
3. POPPY (Korean Ver.)
4. YOUNG LUV
5. COMPLEX

Parte 2
1. Not Like You
2. STEREOTYPE
3. Teddy Bear
4. LOVE
5. 247
6. LIKE THIS
7. Miss you 3000 (cover de 八三夭)

Parte 3
1. Bubble
2. Beautiful Monster
3. I LIKE IT
4. SO WHAT
5. Flexing On My Ex
6. ASAP

Encore
1. SAME SAME
2. SLOW DOWN
3. Bubble

| Data                    | Cidade        | País           | Local                     | Audiência    | Ref.          |
| Leg 1 - Ásia            | Leg 1 - Ásia  | Leg 1 - Ásia   | Leg 1 - Ásia              | Leg 1 - Ásia | Leg 1 - Ásia  |
| ----------------------- | ------------- | -------------- | ------------------------- | ------------ | ------------- |
| 23 de setembro de 2023  | Seul          | Coreia do Sul  | Olympic Park Olympic Hall | –            | [ 1 ] [ 2 ]   |
| 24 de setembro de 2023  | Seul          | Coreia do Sul  | Olympic Park Olympic Hall | –            | [ 1 ] [ 2 ]   |
| Leg 2 - Estados Unidos  |               |                |                           |              |               |
| 11 de outubro de 2023   | Nova York     | Estados Unidos | Kings Theatre             | –            | [ 3 ]         |
| 13 de outubro de 2023   | Chicago       | Estados Unidos | Rosemont Theatre          | –            | [ 4 ]         |
| 17 de outubro de 2023   | San Antonio   | Estados Unidos | Tobin Center              | –            | [ 5 ]         |
| 19 de outubro de 2023   | Dallas        | Estados Unidos | The Factory in Deep Ellum | –            | [ 5 ]         |
| 24 de outubro de 2023   | Seattle       | Estados Unidos | Showbox SoDo              | 1.800        | [ 6 ]         |
| 26 de outubro de 2023   | São Francisco | Estados Unidos | The Warfield              | 2.300        | [ 6 ]         |
| 29 de outubro de 2023   | Los Angeles   | Estados Unidos | The Novo                  | 2.400        | [ 6 ]         |
| Leg 3 - Ásia            |               |                |                           |              |               |
| 14 de janeiro de 2024   | Taipé         | Taiwan         | Xinzhuang Gymnasium       |              | [ 7 ]         |
| 20 de janeiro de 2024   | Hong Kong     | China          | Star Hall, KITEC          |              | [ 8 ]         |
| 16 de fevereiro de 2024 | Singapura     | Singapura      | The Star Theatre          |              | [ 9 ]         |
| Leg 4 - Europa          |               |                |                           |              |               |
| 3 de março de 2024      | Londres       | Inglaterra     | Troxy                     |              | [ 10 ] [ 11 ] |
| 5 de março de 2024      | Paris         | França         | Salle Pleyel              |              | [ 10 ] [ 11 ] |
| 8 de março de 2024      | Berlim        | Alemanha       | Verti Music Hall          |              | [ 10 ] [ 11 ] |
| 10 de março de 2024     | Warsaw        | Polónia        | Progresja                 |              | [ 10 ] [ 11 ] |

## Fan meeting
| Título                                      | Data                   | Cidade       | País          | Local                            | Ref.          |
| ------------------------------------------- | ---------------------- | ------------ | ------------- | -------------------------------- | ------------- |
| STAY COOL 1st Fanmeeting                    | 9 de outubro de 2022   | Seul         | Coreia do Sul | Sejong University - Daeyang Hall | [ 12 ]        |
| STAYC 1st Fanmeeting in Manila              | 3 de dezembro de 2022  | Manila       | Filipinas     | EVM Convention Center - FYM HALL | [ 13 ]        |
| STAYC 1st Fanmeeting in Tapei               | 10 de dezembro de 2022 | Taipé        | Taiwan        | Shih-Ling Conference Center      | [ 14 ]        |
| STAYC 1rs Fanmeeting in Kuala Lumpur        | 4 de fevereiro de 2023 | Kuala Lumpur | Malásia       | Zepp Kuala Lumpur                | [ 15 ]        |
| Swith Gelato Factory - STAYC 2nd Fanmeeting | 19 de maio de 2023     | Seul         | Coreia do Sul | Yes24 Live Hall                  | [ 16 ]        |
| Swith Gelato Factory - STAYC 2nd Fanmeeting | 20 de maio de 2023     | Seul         | Coreia do Sul | Yes24 Live Hall                  | [ 16 ]        |
| Swith Gelato Factory - STAYC 2nd Fanmeeting | 21 de maio de 2023     | Seul         | Coreia do Sul | Yes24 Live Hall                  | [ 16 ]        |
| STAYC FANMETING IN JAPAN                    | 13 de julho de 2023    | Osaka        | Japão         | Zeep Namba                       | [ 17 ] [ 18 ] |
| STAYC FANMETING IN JAPAN                    | 15 de julho de 2023    | Yokohama     | Japão         | Zeep Yokohama                    | [ 17 ] [ 18 ] |
| STAYC MOVIE CLUB                            | 31 de agosto de 2024   | Seul         | Coreia do Sul | Bluesquare, Mastercard Hall      | [ 19 ] [ 20 ] |
| STAYC MOVIE CLUB                            | 01 de setembro de 2024 | Seul         | Coreia do Sul | Bluesquare, Mastercard Hall      | [ 19 ] [ 20 ] |

## Showcase
| Título                                                   | Data                    | Cidade | País          | Local                | Ref.          |
| -------------------------------------------------------- | ----------------------- | ------ | ------------- | -------------------- | ------------- |
| STAYC Single Album [STAR TO A YOUNG CULTURE] Showcase    | 12 de novembro 2020     | Seul   | Coreia do Sul | Yes24 Live Hall      | [ 21 ]        |
| STAYC Single Album [STAYDOM] Showcase                    | 8 de abril de 2021      | Seul   | Coreia do Sul | Yes24 Live Hall      | [ 22 ]        |
| STAYC Mini Album [STEREOTYPE] Showcase                   | 6 de setembro de 2021   | Seul   | Coreia do Sul | Yes24 Live Hall      | [ 23 ]        |
| STAYC Mini Album [YOUNG-LUV.COM] Showcase                | 21 de fevereiro e 2022  | Seul   | Coreia do Sul | Yes24 Live Hall      | [ 24 ]        |
| STAYC Single Album [WE NEED LOVE] Showcase               | 19 de julho de 2022     | Seul   | Coreia do Sul | Yes24 Live Hall      | [ 25 ]        |
| STAYC Japan Debut Showcase ~ Star To A Young Culture ~   | 21 de novembro de 2022  | Tóquio | Japão         | Tokyo Dome City Hall | [ 26 ]        |
| STAYC Single Album [Teddy Bear] Showcase                 | 14 de fevereiro de 2023 | Seul   | Coreia do Sul | Yes24 Live Hall      | [ 27 ]        |
| STAYC Japan 2nd Showcase [Teddy Bear]                    | 8 de abril de 2023      | Osaka  | Japão         | なんばHatch          | [ 28 ] [ 29 ] |
| STAYC Japan 2nd Showcase [Teddy Bear]                    | 10 de abril de 2023     | Tóquio | Japão         | Zeep Haneda          | [ 28 ] [ 29 ] |
| STAYC (스테이씨) The 3rd Mini Album [TEENFRESH] Showcase | 16 de agosto de 2023    | Seul   | Coreia do Sul | Lotte World          | [ 30 ]        |
| STAYC The 1st Album [𝐌𝐞𝐭𝐚𝐦𝐨𝐫𝐩𝐡𝐢𝐜] SHOWCASE               | 1 de julho de 2024      | Seul   | Coreia do Sul | Yes24 Live Hall      | [ 31 ]        |